# Застава Тонге
Застава Тонге је усвојена 4. новембра, 1875.
Застава је у оригиналу била потпуно иста као застава Црвеног крста, али је касније, да би се избегле забуне измењена, тако да се сад црвени крст налази у горњем левом углу, по чему личи на заставу која се користила у 17. веку. 
- Поморска застава
- Грб Тонге